# NGC 5897
NGC 5897 est un amas globulaire situé dans la constellation de la Balance à environ à environ 40 000 (12.4 kpc) a.l. du Soleil et à 23 800 a.l. (7,3 kpc) du centre de la Voie lactée. Il a été découvert par l'astronome germano-britannique William Herschel en 1785.
La vitesse radiale héliocentrique de cet amas est égale à (-101,5 ± 1,0) km/s.

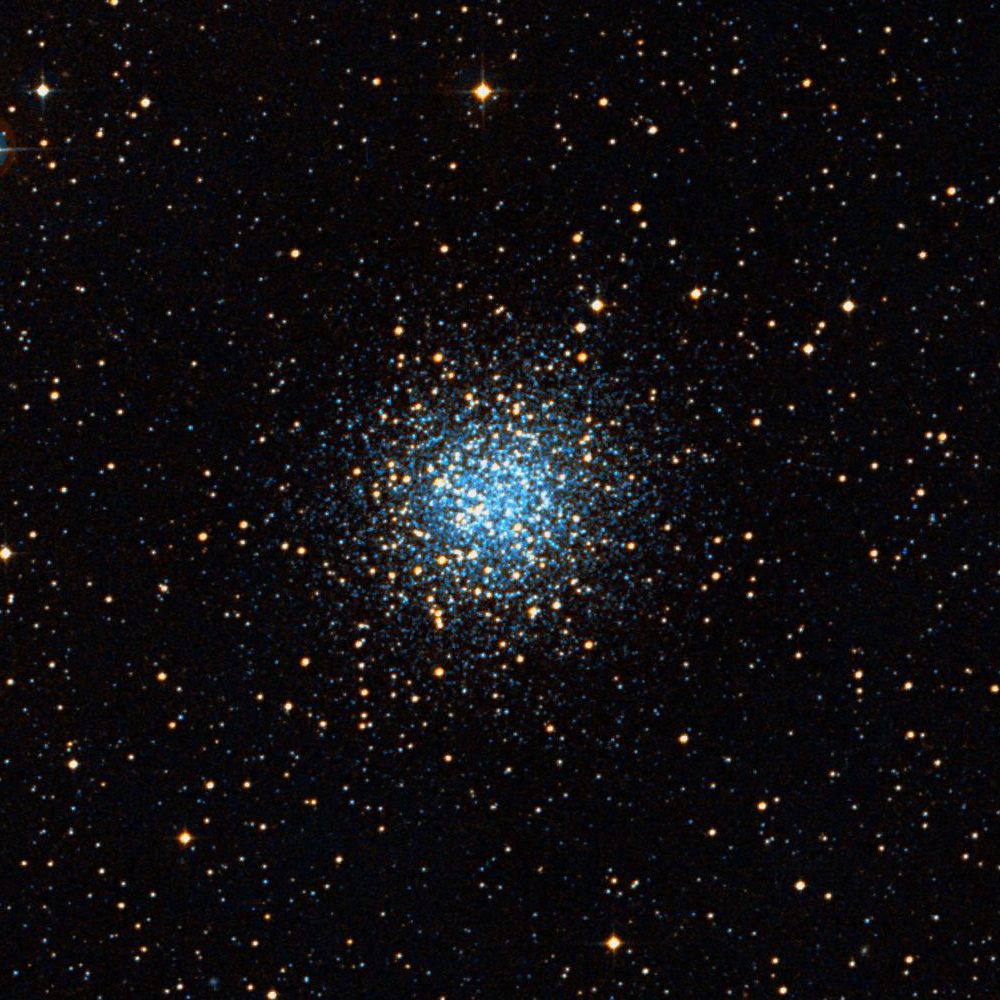
NGC 5897 par le relevé NGC-POSS.

Selon Forbes et Bridges, sa métallicité est estimée à -1,73 [Fe/H] et son âge d'environ 12,3 milliards d'années.
Selon une étude publiée en 2011 par J. Boyles et ses collègues, la métallicité de l'amas globulaire NGC 5897 est égale à -1,90 et sa masse est égale à 211 000{\displaystyle M_{\odot }}. Dans cette même étude, la distance de l'amas est estimée à environ 12,5 kpc (∼40 800 al).